# Museo Estatal de Arizona
El Museo Estatal de Arizona, fundado en 1893, fue originalmente un depósito para la colección y protección de recursos arqueológicos. Ya desde el siglo XX funciona como museo, no solo almacenando objetos sino exhibiéndolos y brindando oportunidades de educación e investigación. Fue creado por  la Legislatura Territorial de Arizona. El museo es operado por la Universidad de Arizona y está ubicado en el campus universitario de Tucson.

## Historia
Los pueblos nativos han existido en el continente norteamericano durante 
más de diez milenios. El Museo investiga las viviendas, las formas de vida, el arte y la comunicación en los que participaron estos pueblos del suroeste.
El personal del museo investiga los sitios arqueológicos de los antiguos ocupantes de América del Norte para descubrir cómo vivían las personas, qué comían, qué vestían y cómo creaban su arte. Estas personas vivieron el día a día, crearon terrenos y aldeas que, en muchos casos, se han derrumbado o destruido por fuerzas naturales.
Uno de los primeros directores del museo, Emil W. Haury, realizó numerosas excavaciones arqueológicas en el suroeste y enseñó a los estudiantes y a otras personas sobre sus métodos y descubrimientos.

## Colecciones

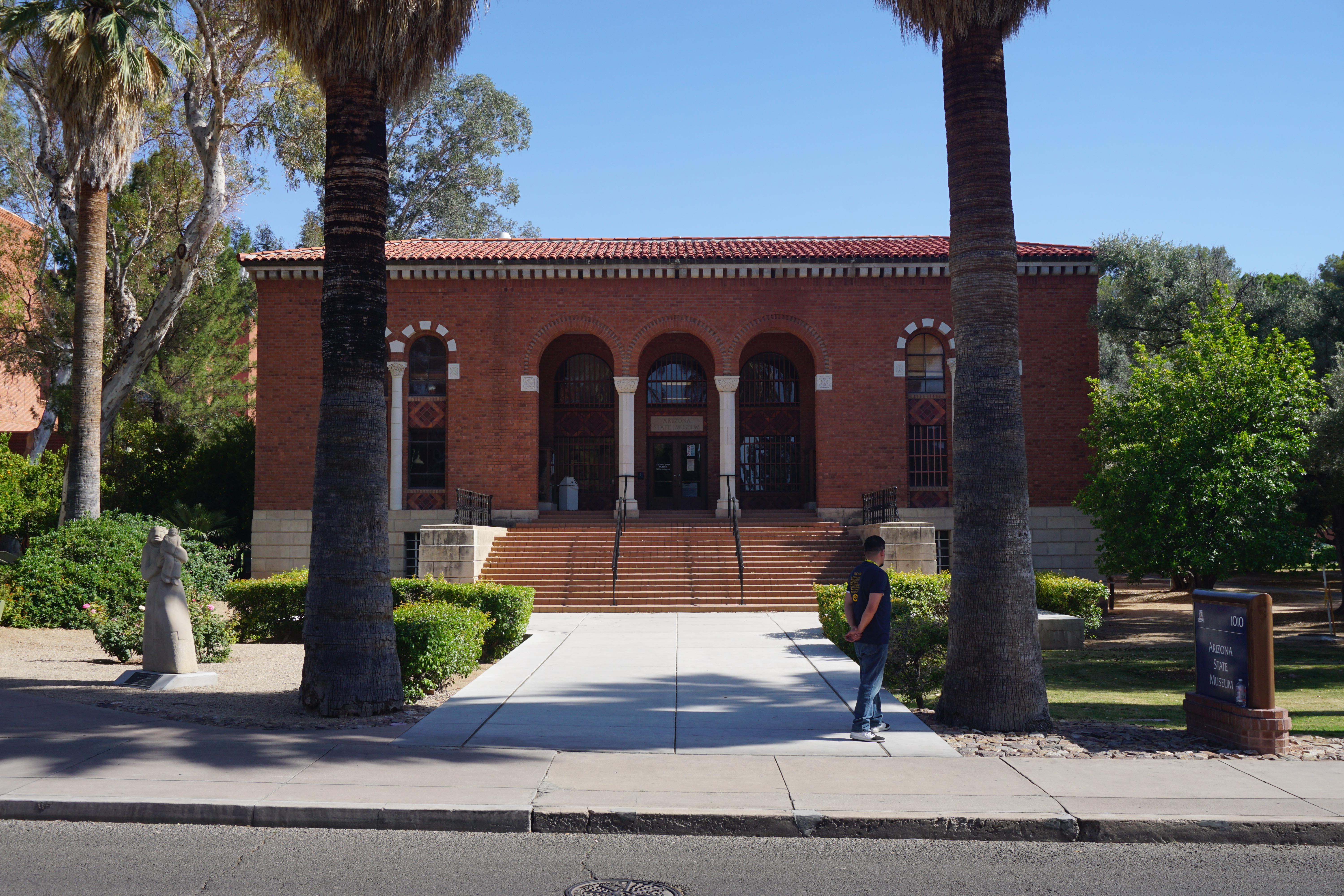
Edificio Sur del Museo Estatal de Arizona

El Museo contiene objetos creados por culturas del pasado, así como también por aquellas actualmente activas. Los tipos de objetos incluyen cerámica, joyas, cestas, textiles, máscaras y ropa. Los objetos arqueológicos fueron desenterrados durante las excavaciones por el personal del museo y por otros investigadores. Los artículos etnológicos (los que no se adquirieron de la excavación) han sido donados por pueblos nativos de los Estados Unidos y también comprados por el Museo.
El Museo posee una vasta colección fotográfica, que contiene más de 350 000 impresiones, negativos y transparencias que ilustran la prehistoria y etnología del suroeste de Estados Unidos y el norte de México; muchas de esas fotografías fueron tomadas por arqueólogos y antropólogos desde finales del siglo XIX. Este número de materiales fotográficos no incluye la creciente colección digital que sigue desarrollando el museo. Los fotógrafos destacados de esta colección incluyen a Forman Hanna, Emil Haury, Helga Teiwes y Greenville Goodwin. La colección de fotografías recibió en 2019 el estatus de American Treasure.
Además el Museo posee más de 600 grabaciones de audio, recopiladas durante las décadas de 1960 y 1970, con entrevistas con miembros de las comunidades nativas americanas del sur de Arizona, habladas en su propio idioma. En 2021 y gracias a una subvención de la Fundación Caritativa Doris Duke, que aportó 1.6 millones de fólares, los curadores y personal informático trabajó en digitalizar esas cintas de hace 50 años. Las entrevistas cubren una amplia gama de temas sobre el día a día, creencias y estilo de vida.

## Exhibiciones

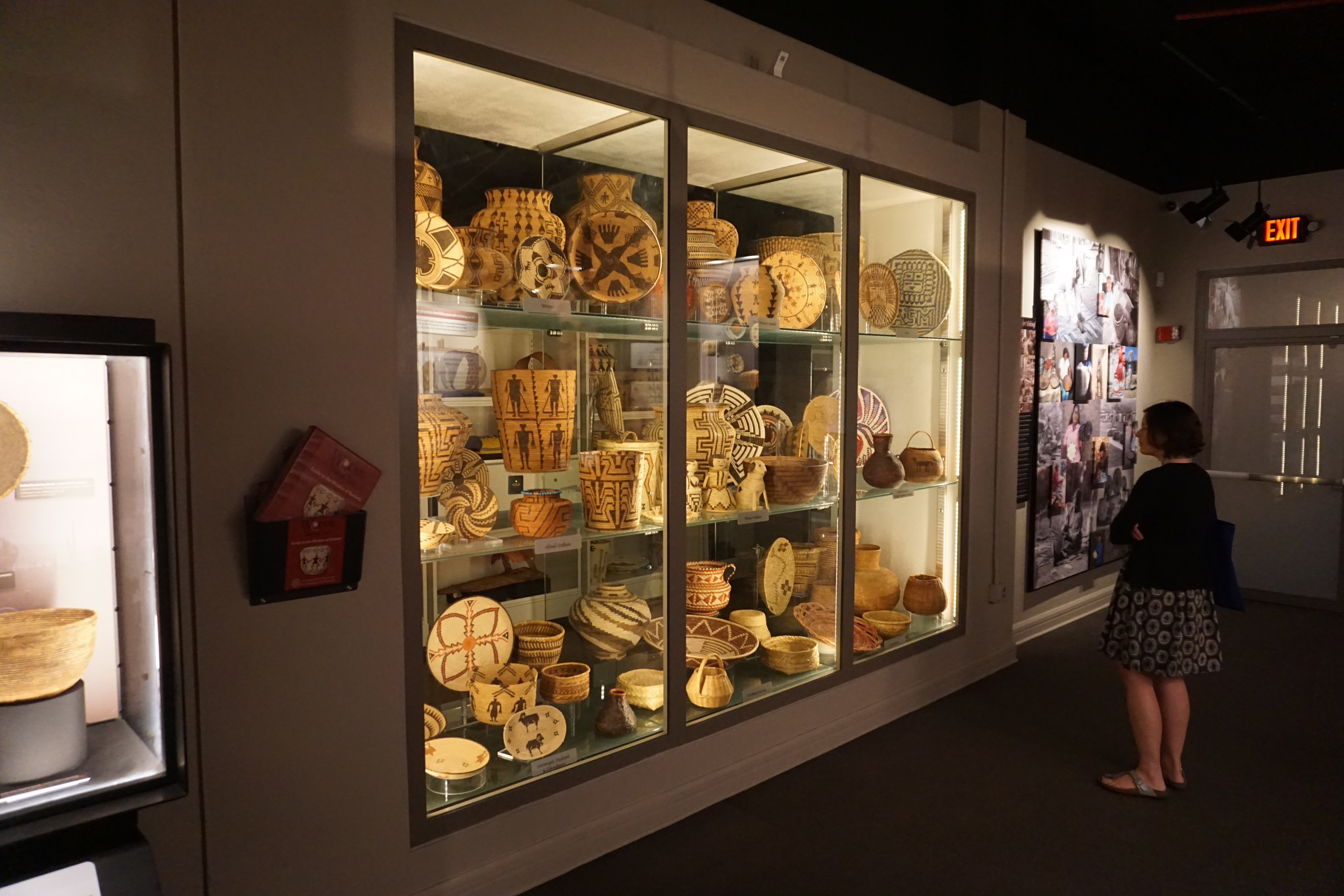
Tejido a través del tiempo: exhibición de tesoros americanos de cestería nativa y arte de fibra en el Museo Estatal de Arizona

El Museo exhibe continuamente los objetos de su colección en diferentes exposiciones rotativas.

## Programas
Además de involucrar a los estudiantes universitarios a través de la instrucción en el aula, el laboratorio y el campo, el Museo ofrece un calendario completo de programas públicos que celebran las antiguas culturas indígenas y nativas de la región, compartiendo su experiencia y colecciones con visitantes de todas las edades a través de exhibiciones, programas escolares, conferencias, actividades prácticas, talleres y viajes turísticos.

## Otras actividades
Los estudiantes de arqueología, antropología, arte, diseño y otras áreas de investigación trabajan con el personal de Museo para familiarizarse mejor con los materiales, técnicas y objetos de las colecciones. Algunos estudiantes participan en excavaciones arqueológicas realizadas por el museo.
La Oficina de Investigaciones Etnohistóricas (OIE) realiza investigaciones sobre los pueblos del suroeste de los Estados Unidos y el norte de México, ofreciendo acceso a documentos y publicaciones españolas y mexicanas. También proporciona una serie de recursos para quienes deseen realizar investigaciones en el área. La Biblioteca de la Oficina de Investigaciones Etnohistóricas contiene más de 8000 fuentes de información, incluidas obras secundarias, materiales de referencia, índices de las principales colecciones de archivos, mapas, artículos efímeros y guías de paleografía y traducción. Además, OIE también mantiene las Relaciones Documentales del Suroeste (DRSW), un índice en línea de más de 17 000 documentos generados durante el período colonial español. Los documentos cubren una amplia gama de temas civiles, religiosos, militares y ecológicos que examinan las relaciones entre los nativos americanos, los colonos españoles, los misioneros católicos y la administración colonial española.
AZSITE mantiene y actualiza una geodatabase de sitios culturales y encuestas a las que pueden acceder aquellos involucrados en actividades relacionadas. Esto permite a los investigadores localizar información sin tener que visitar físicamente sitios muy separados y, quizás, poco conocidos. Hay cientos de estos sitios en Arizona. 
La biblioteca y los archivos del Museo Estatal de Arizona es una colección de investigación abierta al público que se especializa en arqueología, etnología, etnohistoria y cultura material del suroeste de los Estados Unidos y el norte de México, así como en estudios sobre museos e indígenas estadounidenses. La biblioteca tiene más de 100 000 monografías y revistas, muchas de las cuales son títulos raros, que incluyen datos de investigación y manuscritos originales, informes arqueológicos sobre el trabajo de campo con base en el suroeste. El archivo incluye manuscritos, datos de investigación originales, mapas, correspondencia, notas de campo, álbumes de recortes, diarios, dibujos, historias orales y grabaciones sonoras.
Cada tipo de artefacto en poder del Museo debe estar contenido en un área que esté protegida de los efectos dañinos de la humedad, el calor y los insectos. El Museo alberga la mayor colección del mundo de cerámica del suroeste de la India, alojada en una bóveda de última generación para proteger sus 20 000 vasos de los daños sufridos en el pasado.
El Museo Estatal de Arizona administra la Ley de Antigüedades de Arizona y las leyes estatales sobre el descubrimiento de restos humanos. En cumplimiento de estas responsabilidades, el Museo emite permisos para trabajos arqueológicos en tierras estatales (tierras propiedad o controladas por Arizona o cualquier agente de Arizona), negocia la disposición de restos humanos arqueológicos, mantiene un archivo del sitio arqueológico y proporciona servicios de depósito para la curación de colecciones arqueológicas.
El museo está afiliado al Instituto Smithsoniano.

## Relaciones con las tribus
El Museo tiene relaciones y comunicaciones continuas con miembros tribales en todo el suroeste. Esto incluye visitas del personal a las comunidades tribales, visitas al Museo por parte de miembros de la tribu para evaluar objetos y cooperación con el personal durante las excavaciones. El Museo también administra la ley federal que se ocupa de la devolución de restos humanos, objetos sagrados, objetos funerarios y objetos de patrimonio cultural.

## Administración
El museo ha tenido siete directores desde su fundación:
- Byron Cummings (1915-1938)
- Emil W. Haury (1938-1964)
- Raymond H. Thompson (1964-1998)
- George J. Gumerman (1998-2002)
- Hartman H. Lomawaima (2002-2008)
- Beth Grindell (2008-2013)
- Patrick D. Lyons (2013-)